# 斯庫台軟口魚
斯庫台軟口魚（学名：Chondrostoma scodrense）为輻鰭魚綱鯉形目雅羅魚科軟口魚屬的其中一種，該物種原分布於阿爾巴尼亞與蒙特內哥羅間的斯庫台利湖，體長可達13.5公分，已滅絕。